# Med Hondo
Med Hondo, eigentlich Abib Mohamed Medoun Hondo, (* 4. Mai 1936 in Atar, Mauretanien; † 2. März 2019 in Paris) war ein mauretanischer Filmregisseur und Schauspieler, der vor allem in Frankreich bekannt ist.

## Leben und Werk
Hondo kam mit 25 Jahren nach Frankreich, arbeitete dort zunächst als Geschirrwäscher, Docker und Helfer auf diversen Bauernhöfen, bevor er in Paris eine Theatergruppe gründete.
Parallel zu seiner Arbeit als Theaterschauspieler und als Synchronsprecher widmete sich Hondo auch dem Medium Film und wirkte in einigen Kurzfilmen mit. 1967 begann er mit den Dreharbeiten zu seinen ersten Spielfilm, Soleil O. Der Schwarzweißfilm, produziert mit einem minimalen Budget und einer ebenso minimalen Crew, thematisiert die Erfahrungen eines afrikanischen Einwanderers. Soleil O stellte eine Attacke auf den Neokolonialismus dar und erregte landesweites Aufsehen. Der Film wurde 1970 in Cannes in der Critics’ Week vorgestellt und erhielt im selben Jahr in Locarno einen goldenen Leopard.
Hondo arbeitete in seinem Film mit dem französischen Kameramann François Catonné zusammen, der gerade sein Studium an der Filmakademie beendet hatte, und für den es, wie für den Regisseur, der Debütfilm war. Er engagierte Catonné auch für seine beiden folgenden Filme als Kameramann. Bicots-negres vos voisins (1974) ist ein Film über die Erfahrung der Emigration in Frankreich und den Rassismus. Der Historienfilm West Indies (1979) gewann den Preis des Festivals von Dakar.
In Sarraounia schilderte er den Kampf einer afrikanischen Königin gegen die französischen Kolonisatoren. Der Film gewann 1987 den Großen Preis des Ouagadougou Panafrican Film and Television Festival.
In Frankreich ist er Synchronstimme u. a. für Eddie Murphy, Morgan Freeman, Ben Kingsley, Carl Weathers, Richard Pryor, Ernie Hudson, Charles S. Dutton.

## Filmografie (Regie)
- 1970: Soleil O
- 1974: Bicots-negres vos voisins, engl. Arabs and Niggers, Your Neighbours
- 1975: (mit Théo Robichet) Sahel la faim pourquoi
- 1977: Nous aurons toute la mort pour dormir
- 1979: West Indies
- 1986: Sarraounia (Großer Preis des Panafrikanischen Filmfestivals FESPACO)
- 1989–1991: Kommissar Moulin (Commissaire Moulin; Fernsehserie, 3 Folgen)
- 1994: Lumière noire
- 1998: Watani, un monde sans mal